# Ganádi (jezik)
Ganádi (jezik) (ganáde), kojsanski dijalekt jezika shua, nekada smatran samostalnim jezikom srodnom jeziku shua, i označenim identifikatiorom [gne] koji je povučen iz upotrebe i kasnije dan novopriznatom jeziku ganang ili gashish iz Nigerije.
Govori se ili se govorio na sjeveroistoku Bocvane